# طوعة
طوعة امرأة مسلمة، كانت جارية للأشعث بن قيس الكندي ، أعتقها فتزوجها أسيد بن مالك، و أنجبت منه ولداً، عرفت بموقفها في إيوائها و نصرتها لسفير الحسين بن علي إلى الكوفة مسلم بن عقيل في بيتها عندما تفرق أهل الكوفة عنه و بقي يجول في طرقاتها وحيداً لا يعرف أحداً هناك، إلا إن إبنها وشى به عند والي الكوفة طمعا في جائزته.

## نشأتها
كانت طوعة جارية للأشعث بن قيس الكندي ، الذي أعتقها فتزوجها أسيد بن مالك الحضرمي التي أنجبت له ولداً يدعى بلال.

## ضيافة طوعة لمسلم بن عقيل
عندما أنهى مسلم بن عقيل صلاة المغرب، رأى تفرق الناس عنه فلم يبقى معه إلا القليل، اتجه خارجا من المسجد، ولكنه بعد لحظات وجد نفسه وحيداً يجول في أزقة الكوفة لا يعرف أحداً يلجأ إليه، و ظل هاكذا حتى أعياه التعب فجلس يستريح أمام إحدى المنازل (منزل طوعة)، عندما خرجت طوعة من دارها لتنظر مجيء ابنها، رأت مسلم مازال واقفاً هناك، فسألته عن حسبه ونسبه فقال لها غريبٌ قد أعياه التعب وطلب منها شربتَ ماء فأجابته والحت عليه بالسؤال فأخبرها بحسبه ونسبه وعرضت عليه البقاء في البيت وآوته في منزلها، و لما عاد ابنها بلال الذي كان من انصار الامويين ورجالهم و علم بوجود مسلم في دارهم، أفشى في الصباح السر إلى عبيد الله بن زياد والي الكوفة، طمعاً في الجائزة، فبعث ابن زياد بمحمد بن الأشعث على رأس مجموعة من الجيش للقبض على مسلم، و بعد قتال دار بينهم قبضوا على مسلم و أتوا به إلى قصر الإمارة.

## الحوار بين طوعة و مسلم
سلّم مسلم بن عقيل عليها فردت السلام
عندما رأت طوعة مسلم بن عقيل واقفاً على بابها قالت له:
من أنت وما شأنك ؟
فأجابها: هل لديك شربة من ماء . فأتته بقدح ماء فشرب
دخلت طوعة إلى بيتها ثم عادت إلى الباب ... فرأته مازال واقفاً.. فسألته: ألم تشرب الماء؟!
قال: بلى . فقالت له: انصرف إلى بيتك .
فسكت، ثم اعادت مثل ذلك، فسكت ثم قالت في الثالثة : سبحان الله يا عبد الله ! قم عافاك الله إلى أهلك، فإنه لا يصلح لك الجلوس على بابي ولا أحله لك .
فقام وقال : يا أمة الله مالي في هذا المِصر منزل ولاعشيرة، فهل لكِ في أجر ومعروف ولعلي أكافئك به بعد اليوم.
قالت: يا عبد الله وما ذاك .
قال : أنا مسلم بن عقيل، كذبني هؤلاء القوم وغروني وأخرجوني .
قالت : أنت مسلم ؟
قال : نعم .
قالت : ادخل . فأدخلته دارها، و أحضرت له الطعام فلم يتناوله.

## انظر ايضاً
- معركة كربلاء
- هانيء بن عروة
- الحسين بن علي
- مسلم بن عقيل

## وصلات خارجية
- مسلسل التفاني و الإيثار(قصة مسلم بن عقيل مع طوعة)
- مقتل الحسين عليه السلام ومصرع اهل بيته واصحابه في كربلاء المشتهر بـ مقتل ابي مخنف